# Kanton Cazaubon
Kanton Cazaubon (fr. Canton de Cazaubon) je francouzský kanton v departementu Gers v regionu Midi-Pyrénées. Skládá se ze 14 obcí.

## Obce kantonu
- Ayzieu
- Campagne-d'Armagnac
- Castex-d'Armagnac
- Cazaubon
- Estang
- Lannemaignan
- Larée
- Lias-d'Armagnac
- Marguestau
- Mauléon-d'Armagnac
- Maupas
- Monclar
- Panjas
- Réans